# Munzinger-Archiv
Die Munzinger-Archiv GmbH ist ein deutscher Verlag und Informationsanbieter mit Sitz in der baden-württembergischen Stadt Ravensburg. Das Informationsangebot bietet Inhalte über Personen aus Politik, Wirtschaft, Kultur, Sport, Musik und Gesellschaft, zu allen Ländern der Welt und zu Ereignissen des Tagesgeschehens. Der Onlinedienst mit mehreren Millionen Eintragungen wird durch weitere Datenbanken, Werke und Portale von Partnerverlagen ergänzt und hauptsächlich bei Verlagen, der Presse, im Rundfunk, in politischen Institutionen und Bibliotheken genutzt.

## Geschichte

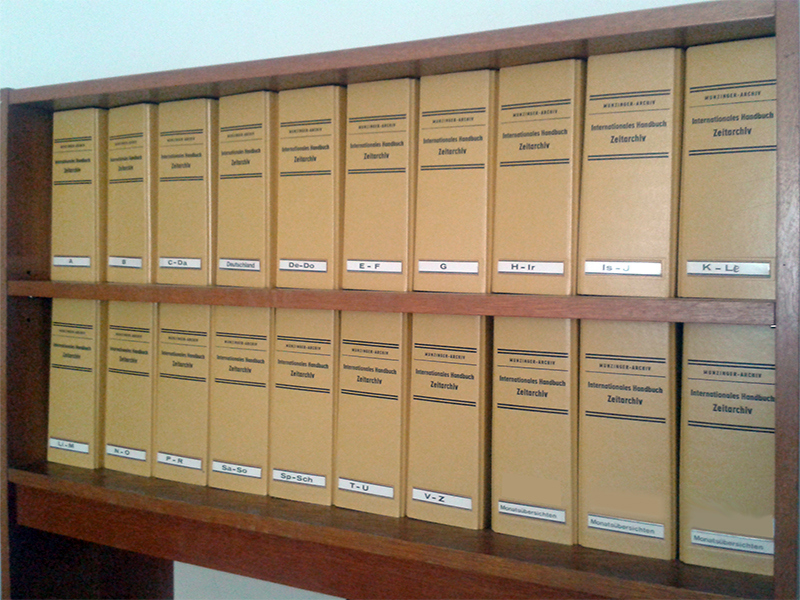
Internationales Handbuch, Zeitarchiv

Das Munzinger-Archiv wurde 1913 in Berlin von Ludwig Munzinger senior als Archivdienst für die Presse (Archiv für publizistische Arbeit) gegründet. Munzinger sah als ehemaliger Journalist und Redaktionsleiter der Presseagentur Berliner Dienst einen Markt für einen Informationsdienst. Sein Dienst sollte Zeitungsredaktionen erlauben, Hintergrundinformationen zu Personen und Sachthemen schnell und zuverlässig recherchieren zu können. Am 17. März 1913 erschien die erste Lieferung des Archivs für publizistische Arbeit, das fortan im Wochenrhythmus weitergeführt wurde.
1914 wurde Munzinger zum Wehrdienst im Ersten Weltkrieg eingezogen. Das Archiv wurde während des Krieges von seiner Ehefrau Cora in reduziertem Umfang fortgeführt. 1918 kehrte Munzinger zu seiner inzwischen ins oberschwäbische Ravensburg gezogenen Familie zurück. Ab etwa 1923 wurde das Archiv immer erfolgreicher, und 1926 verlegte Munzinger den Unternehmenssitz wieder nach Berlin.
1928 wurde das Verlagsprogramm um ein Sportarchiv erweitert. 1930 zog das Unternehmen nach Dresden-Loschwitz (Weinleite 2), der Heimat von Cora Munzinger. In der Zeit des Nationalsozialismus wurde das Archiv zwar nicht wie viele andere Unternehmen des Pressewesens in das Pressewesen der NSDAP eingegliedert oder gleichgeschaltet, es musste aber ab 1936 einen Zensor der Dresdner Propagandaleitung beschäftigen. 1939 kamen die Statistisch-politischen Blätter zum Verlagsprogramm hinzu. Nach dem Bombenangriff auf Dresden im Februar 1945 floh die Familie Munzinger erneut nach Ravensburg. Dort hat das Unternehmen bis heute seinen Sitz.
Im Frühjahr 1946 erschien die erste Lieferung des Archivs nach dem Zweiten Weltkrieg. In der Nachkriegszeit entwickelte sich das Munzinger-Archiv zu einem führenden Anbieter von Informationen über Tagesereignisse und insbesondere biographischen Informationen für die Presse. Auch das aus den Statistisch-politischen Blättern entwickelte Loseblatt-Handbuch Länder aktuell mit statistischen und politischen Informationen über alle Länder der Erde wurde zu einem Standardwerk.
Nach dem Tod des Gründers 1957 übernahm sein Sohn Ludwig Munzinger jun. die Leitung des Unternehmens. Mit der Pressekonzentration der 1960er Jahre und der Auflösung zahlreicher kleinerer Zeitungsredaktionen verringerte sich der Kundenkreis des Archivs, daher wurden vermehrt Bibliotheken als Kunden für die Loseblattwerke des Verlags geworben. Ab 1985 wurde die Publikation Schritt für Schritt um elektronische Angebote erweitert, zunächst mit einem elektronischen Sportarchiv. 1995 zog der Verlag in ein neues Gebäude im Ravensburger Ortsteil Oberzell um. Ludwig Munzinger zog sich 2000 aus der Verlagsleitung zurück. Sein Sohn Ernst Munzinger ist seit 1988 Geschäftsführer. Durch die immer weiter zunehmende Zusammenlegung von Zeitungsredaktionen sowie durch die Digitalisierung hatte das Unternehmen in den Jahren nach 2001 eine größere Zahl an Kunden verloren. Das wurde durch den Aufbau des eigenen Online-Portals sowie durch die Angebote an Bibliotheken aufgefangen.

## Gegenwart

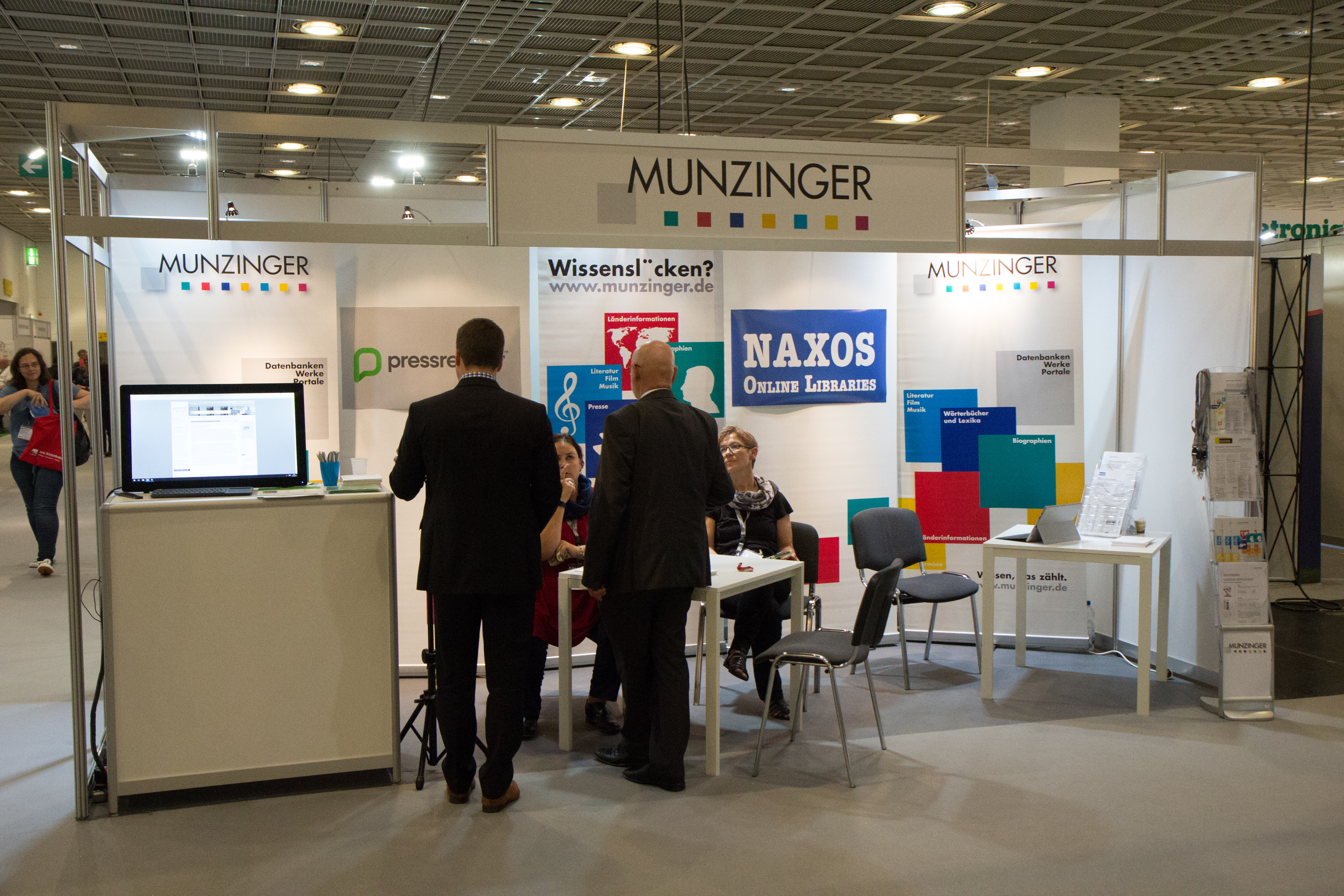
Stand von Munzinger auf dem 106. Deutschen Bibliothekartag 2017 in Frankfurt am Main

Seit 1997 bietet das Munzinger-Archiv Informationen kostenpflichtig über das World Wide Web an (Munzinger Online), seit 1999 wird auch eine Intranet-Datenbank angeboten. Alle verlagseigenen Publikationen werden nach wie vor auch auf CD-ROM sowie als Loseblattsammlung zum Abonnement angeboten.
Die Online-Version des Internationalen Biographischen Archivs enthält inzwischen mehr als 30.000 Biografien. Neue Beiträge werden wöchentlich in den Bestand eingepflegt. Das Internationale Sportarchiv beinhaltet etwa 12.000 Biografien von Sportlern, das Pop-Archiv International etwa 2.000 Biografien von Künstlern und Bands sowie Sachartikel zu Fachbegriffen der Musik. Neben weiteren Munzinger-Informationsdiensten, wie Länder, Chronik und Gedenktage, sind über Munzinger Online auch das Kritische Lexikon zur deutschsprachigen Gegenwartsliteratur, das Kritische Lexikon zur fremdsprachigen Gegenwartsliteratur, Kindlers Literatur Lexikon, das Lexikon der Illustration sowie die Datenbank Komponisten der Gegenwart aus der edition text + kritik abrufbar. Das Online-Programm umfasst außerdem die Datenbank film-dienst (mit Kritiken der Zeitschrift Filmdienst), 18 Wörterbücher und Lexika von Duden, 18 Werke der Reihe Duden Basiswissen Schule, einen Pressebereich mit Zeitungen und Zeitschriften, wie Der Spiegel oder Die Welt, einem Zugang zu PressReader sowie einem Zugang zur Musik der Naxos Music Libraries. Die Brockhaus Enzyklopädie (nur der Text, keine Bilder), wurde zum Jahresende 2015 aus Munzinger entfernt, weil Bertelsmann die Lexikonsparte aufgab und ein Lizenznehmer seitdem ein eigenes multimediales Portal aufgebaut hat.
Viele öffentliche und wissenschaftliche Bibliotheken bieten ihren angemeldeten Benutzern den kostenlosen Zugang zu Munzinger Online, der auch außerhalb der Einrichtung erfolgen kann. Die Module können von Bibliotheken einzeln abonniert werden.
Daneben gibt es den kostenpflichtigen Abruf einzelner Dokumente nach Registrierung für jedermann.

## Verlagsprogramm
Zum Programm des Verlages gehören folgende Produkte:
Loseblattwerke
- Internationales Handbuch – Zeitarchiv (bis 1952: Chronik der Tagesereignisse)
- Internationales Handbuch – Länder aktuell (bis 1954: Statistisch-politische Blätter)
- Internationales Biographisches Archiv – Personen aktuell
- Internationales Sportarchiv
- Gedenktage
- Pop-Archiv International (seit 1990, in Zusammenarbeit mit dem Saarländischen Rundfunk)

Digitale Publikationen auf „Munzinger Online“
- Munzinger Personen – Internationales Biographisches Archiv – Personen aktuell
- Munzinger Sport – Internationales Sportarchiv
- Munzinger Pop – Pop-Archiv International
- Munzinger Länder – Internationales Handbuch – Länder aktuell
- Munzinger Chronik – Internationales Handbuch – Zeitarchiv
- Munzinger Gedenktage Plus (seit 2001, in Zusammenarbeit mit dem Südwestrundfunk)
- Kindlers Literatur Lexikon (seit 2011)
- KLG – Kritisches Lexikon der Gegenwartsliteratur (seit 2007)
- KLfG – Kritisches Lexikon der fremdsprachigen Gegenwartsliteratur (seit 2007)
- Neue Rundschau Archiv (seit 2012)
- Lexikon der Illustration (seit 2013)
- KDG – Komponisten der Gegenwart (seit 2007)
- film-dienst – Kritiken (seit 2004, mit Kritiken der Zeitschrift Filmdienst)
- Naxos Music Library (seit 2013)
- Naxos Music Library Jazz (seit 2013)
- Naxos Spoken Word Library (seit 2013)
- Naxos Video Library (seit 2013)
- Naxos Music Library World (seit 2015)
- Duden Sprachwissen – 18 Wörterbücher und Lexika von Duden (seit 2013)
- Duden Basiswissen Schule (seit 2016)
- Frankfurter Allgemeine Archiv (seit 2012)
- Die Welt (seit 2015)
- Süddeutsche Zeitung (seit 2013)
- Der Spiegel (seit 2013)
- PressReader (seit 2013)

Ehemalige digitale Publikationen auf „Munzinger Online“
- Brockhaus Enzyklopädie digital (2003 bis 2015)
- Hamburger Abendblatt (2013 bis 2015)
- Berliner Morgenpost (2013 bis 2015)